# 알렉산더 폰 쳄린스키

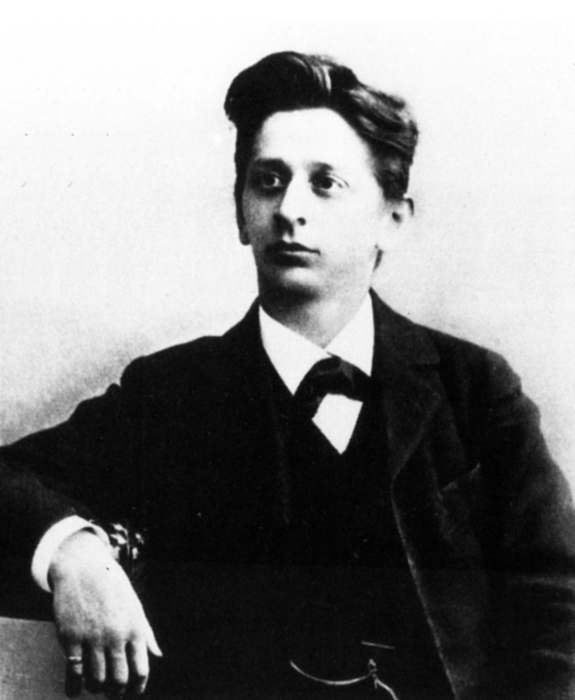

알렉산더 폰 쳄린스키(Alexander von Zemlinsky; 1871년 10월 14일 ~ 1942년 3월 15일)는 오스트리아의 작곡가이다. 아르놀트 쇤베르크와는 처남 매부 사이이다.

## 일대기

### 초기
쳄린스키는 오스트리아, 빈에서 매우 다양한 문화 배경을 가진 집안에서 태어났다. 쳄린스키의 할아버지인 안톤 젬린스키는 헝가리 Vojvodina(세르비아어:Војводина:뵤보디나)에서 이주해왔고, 오스트리아 여인과 결혼하였다. 둘은 신실한 로마 가톨릭교회 가정에서 자랐으며, 알렉산더의 아버지, 아돌프는 가톨릭 교도로 자랐다. 알렉산더의 어머니는 사라예보에서 Sephardic 유태인 아버지와 보스니아 무슬림 어머니 사이에서 태어났다. 알렉산더의 전체 집안은 그의 할아버지의 종교인 유대교로 개종하였고, 쳄린스키는 유태인 방식으로 자랐다. 그의 아버지는 자신의 이름에 귀족에 이름에 붙는 "von"을 붙였으나, 그나 그의 선조들은 귀족이 된적 없었다. 쳄린스키는 그의 이름에 Z로 바꿔 적기 시작했다.
알렉산더는 어릴 적부터 피아노를 배우기 시작했다. 그는 명절 때 그의 Synagogue에서 오르간을 연주하였고, 1884년에 빈 음악원에 입학하였다. 그는 안톤 도오르와 함께 피아노를 배웠으며, 1890년 교내 피아노 경연대회에서 1등을 수상하였다. 쳄린스키는 작곡도 함께 배웠으며, 곡을 쓰기 시작하였다.
요하네스 브람스는 쳄린스키의 작품을 지지하여, 그는 심로크 출반사에게 이 젊은 작곡가의 클라리넷 삼중주를 출판할 것을 추천하였다. 쳄린스키는 역시 아르놀트 쇤베르크를 만나, 뒤에 폴리함니아란 관현악단에 합류하여, 첼로를 연주하였고, 1895년 설립에 도움을 주었다. 둘은 절친한 친구가 되었고, 뒤에 서로 존경심을 가졌으며, 쇤베르크가 그의 동생인 마틸데와 결혼하면서 사돈 지간이 되었다. 쳄린스키는 쇤베르크에게 대위법을 가르쳤으며, 이는 쇤베르크가 유일하게 배운 음악 교육이었다.
1897년 쳄린스킨의 2번 교향곡(연대기 순으로 보면 3번째로 작곡하였으며, 때때로 3번으로 표시된다)은 빈에서 초연된 후, 성공을 거뒀다. 그의 작곡가로서의 명성은 구스타프 말러가 1900년 비너슈타츠오퍼에서 그의 오페라, 옛날 옛적에...(Es war einmal... )을 초연하면서 더 높아지게 되었다. 쳄린스키는 빈의 칼극장에서 차기 지휘자(카펠마이스터) 자리를 확보하였다.

## 작품 목록

### 교향곡
- 교향곡 1번 라단조 (1892~93)
- 교향곡 2번 내림나장조 (1897)
- 교향곡 3번 다장조 '서정' 작품번호 18 (1922~23)

### 관현악곡
- 연극 서곡(1894~95)
- 인어공주(1902~3)
- 신포니에타 가장조 작품번호 23(1934)

### 실내악

#### 이중주
- 세 개의 소품(첼로와 피아노)(1891)
- 첼로 소나타 가단조(1894)
- 세레나데(바이올린과 피아노)(1895)

#### 삼중주
- 클라리넷 삼중주(클라리넷(또는 바이올린), 첼로, 피아노) 라단조 작품번호 3(1896)
- 사냥 소품(피아노와 두 대의 호른)(1939)

#### 현악 사중주
- 1번 가장조 작품번호 4(1896)
- 2번 작품번호 15(1913~15)
- 3번 작품번호 19(1924)
- 4번 작품번호 25(1936)

#### 목관 오중주
- 유머레스크(1939)

### 피아노
- 시골의 춤 작품번호 1(1892)
- 4개의 발라드(1892~93)
- 빈의 추억(1895)
- 리하르트 데멜의 시에 의거한 환상곡 작품번호 9(1898)

### 가곡
- 숲 속의 대화(1896)
- 여섯 개의 왈츠 노래 작품번호 6(1898)
- 여섯 개의 노래 작품번호 13(1910, 13)
- 교향 노래 작품번호 20(1929)
- 여섯 개의 노래 작품번호 22(1934)
- 열두 개의 노래 작품번호 27(1937)
- 3개의 노래(1939)

### 합창
- 비밀(1896)
- 사랑의 노래(1895년경)
- 칸타타 봄의 매장(1896, 97; 1903년경에 개정)
- 시편 83(1900)
- 시편 23 작품번호 14(1910)
- 시편 13 작품번호 24(1935)

### 오페라
| 작품 제목          | 원어명                       | 대본가                                                                                 | 구성                | 작곡 시기                                               | 초연 연도 | 초연 장소 |
| ------------------ | ---------------------------- | -------------------------------------------------------------------------------------- | ------------------- | ------------------------------------------------------- | --------- | --------- |
| 사레마             | Sarema                       | 아돌프 폰 쳄린스키와 아르놀트 쇤베르크                                                 |                     | 1893–95년                                               | 1897년    | 뮌헨      |
| 옛날 옛적에 ...    | Es war einmal ...            | 막시밀리안 싱거 나흐 홀거 드라흐만                                                     |                     | 1897–99년                                               | 1900년    | 빈        |
|                    | Der Traumgörge, Opera'       | 레오 펠트                                                                              |                     | 1904–06년                                               |           |           |
| 옷이 사람을 만든다 | Kleider machen Leute         | 고트프리트 켈러의 원작을 레오 펠트가 개작함                                            | 3개의 판본이 존재함 | 1908-1909년/ 1910년/ 1922년                             |           |           |
| 피렌체인의 비극    | Eine florentinische Tragödie | 오스카 와일드, 막스 마이어펠트                                                         | 단막                | 1915~16년                                               |           |           |
| 난쟁이             | Der Zwerg"                   | 오스카 와일드의 Der Geburtstag der Infantin를 기초로 게오르크 C.클라렌이 대본을 작성함 |                     | 1919–21년                                               | 1922년    | 쾰른      |
|                    | Der Kreidekreis", op. 21     | 클라분트의 원작을 기초로 작곡가가 작성함                                               | 3막                 | 1930–32년                                               | 1933년    | 취리히    |
|                    | Der König Kandaules", op. 22 | 앙드레 기드의 원작을 프란츠 블라이가 번역하고,이를 기초로 작곡가가 대본을 작성함       | 3막                 | 1935/36, 1992–96년 안토니 부몽이 관현악 부분을 완성시킴 |           |           |

## 참고 문헌
- Antony Beaumont: Zemlinsky. Faber and Faber, London 2000, ISBN 0-571-16983-X
- Alexander Zemlinsky: Briefwechsel mit Arnold Schönberg, Anton Webern, Alban Berg und Franz Schreker, hrsg. von Horst Weber (= Briefwechsel der Wiener Schule, Bd. 1). Wissenschaftliche Buchgesellschaft, Darmstadt 1995, ISBN 3-534-12508-8 This volume includes letters by Schoenberg and Zemlinsky concerning their work on Die Seejungfrau and Pelleas and Melisande.

## 관련 논문
- 황순도, 〈쳄린스키의 《클라리넷 3중주》 op. 3 - 브람스와 쇤베르크의 교차점 -〉, 《음악이론포럼》 25-1, 연세대학교 음악연구소, 2018년